# Вересаевский сельский совет
Вересаевский сельский совет (укр. Вересаєвська сільська рада, крымскотат. Quruvlı Kenegez köy şurası) — согласно законодательству Украины — административно-территориальная единица в Сакском районе Автономной Республики Крым.
Население по переписи 2001 года — 2433 человека, площадь сельсовета 51,7 км².
К 2014 году состоял из 2 сёл:
- Вересаево
- Глинка.

## История
До 15 июня 1960 года (поскольку на эту дату он уже существовал) в составе Евпаторийского района Крымской области УССР был образован Вересаевский сельский совет. На 1960 год сельсовет включал 3 села:

| - - Вересаево - Глинка | - - Самсоново |

1 января 1965 года, указом Президиума ВС УССР «О внесении изменений в административное районирование УССР — по Крымской области», Евпаторийский район был упразднён и сельсовет включили в состав Сакского района (по другим данным — 11 февраля 1963 года). С 12 февраля 1991 года сельсовет в восстановленной Крымской АССР в УССР, 26 февраля 1992 года переименованной в Автономную Республику Крым. 22 сентября 2006 года было ликвидировано село Самсоново. С 21 марта 2014 года — аннексирован Россией. Законом «Об установлении границ муниципальных образований и статусе муниципальных образований в Республике Крым» от 4 июня 2014 года территория административной единицы была объявлена муниципальным образованием со статусом сельского поселения.